# Centris klugii
Centris klugii är en biart som beskrevs av Heinrich Friese 1900. Centris klugii ingår i släktet Centris och familjen långtungebin. Inga underarter finns listade.